# Бой у мыса Фламборо-Хед
Бой у мыса Фламборо-Хед (англ. Battle of Flamborough Head) — самое известное в Соединённых Штатах морское сражение времён войны за независимость США. Коммодор Джон Пол Джонс на Bonne Homme Richard одержал победу над капитаном Пирсоном (HMS Serapis). Впоследствии бой был окружен множеством легенд и стал символом рождения американского флота.

## Предыстория сражения
В 1779 году небольшое соединение американских военных кораблей под командованием «отца американского военного флота», капитана Джона Пол Джонса, оперировало у берегов Великобритании и Ирландии.
Его эскадра состояла из фрегата «Альянс» (36 пушек), построенного в США, и четырёх кораблей, купленных послом США Бенджамином Франклином на средства, поступившие от частных лиц Франции: флагмана «''Боном Ришар''» (42 пушек), фрегата «Палас» (32 пушек), бригантины «Ванжонс» (12 пушек) и катера «Ле Серф». Кроме того, совместно с Джоном Пол Джонсом действовали два приватира, но они покинули эскадру после того, как Джонс захватил приз одного из французских каперов.
Задачей соединения было нанесение ущерба английскому судоходству, в том числе каботажному. Джон Пол Джонс также планировал захватить как можно больше пленных для дальнейшего обмена на американцев, томившихся в британских тюрьмах. На тот момент в Англии в тюрьмах находились 504 американца.
Команды кораблей состояли как из американцев, так и из французских добровольцев, и даже из англичан, пленённых на захваченных судах и выразивших согласие принимать участие в нападениях на торговые корабли. На «Боном Ришаре» были также малайцы, португальцы и мальтийцы.
Капитанами всех кораблей (кроме «Боном Ришар») были французы.
Около шести часов вечера 23 сентября 1779 года американцы заметили множество парусов: это был конвой из 40 торговых кораблей Московской компании под охраной 44-пушечного корабля 4-го ранга «Серапис» и частного вооружённого корабля «Каунтесс оф Скарборо» (20 пушек).
Подобные конвои перевозили лес и железную руду из России и Норвегии в порты Южной Англии.

## Ход боя

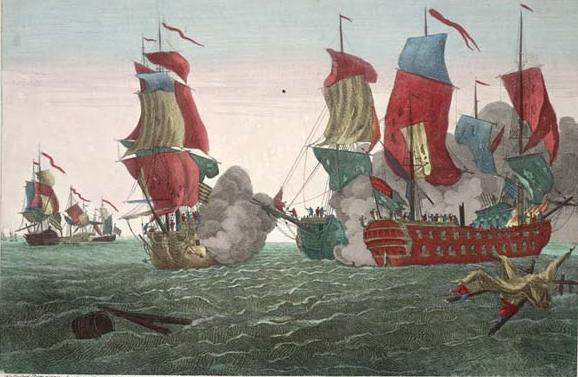
Гравюра по мотивам картины «Бой между Сераписом и Боном Ришар» Ричарда Патона (1780).

Капитан «Сераписа» Ричард Пирсон был предупреждён о присутствии американских приватиров у берегов восточной Англии, но корабли Джона Пол Джонса шли под английскими флагами, что позволило «Боном Ришару» приблизиться к конвою.
Тем не менее Пирсон занял позицию между приближающимся неизвестным кораблём и судами конвоя, а также приказал «Каунтесс оф Скарборо» подойти ближе.
Капитан «Альянса», Пьер Ландэ, будучи опытным военным моряком, стал обходить «Серапис», намереваясь подойти к «торговцам» с подветренной стороны. На его перехват направилась «Каунтесс оф Скарборо» — таким образом «Серапис» остался один противостоять остальным кораблям эскадры Джонса.
Когда корабли сблизились на расстояние пистолетного выстрела, английский капитан формально потребовал представиться, указать название и национальную принадлежность кораблей. В ответ примерно в 20.00 последовал бортовой залп «Боном Ришара», а следом за ним — такой же залп «Альянса» по «Каунтесс оф Скарборо».
Первые минуты боя сложились неудачно для капитана «Боном Ришара». Два из его орудий тут же разорвались, при этом погибли и канониры. На борту возник пожар.
В ходе дальнейшей артиллерийской дуэли превосходство постепенно переходило к Пирсону, но примерно в 20.30 на помощь «Боном Ришару» подошёл «Альянс», передавший бой с «Каунтесс оф Скарборо» капитану «Паласа» Коттинье и капитану «Ванжонса» Рико. Однако Ландэ вначале маневрировал, а когда «Боном Ришар» и «Серапис» сцепились, проявил излишнюю активность, и его пушки били не только по «Серапису», но и по «Простаку Ричарду», проделав множество дыр, в том числе, ниже ватерлинии.

Передвижения противников до момента открытия огня

На «Боном Ришаре» разгорался пожар, но и «Серапис» тоже потерял ход, лишившись одной мачты.
В конце концов около 22.30 «Боном Ришару» удалось приблизиться к «Серапису» и сцепиться с ним бортами, после чего команды кораблей сошлись в рукопашном бою.
Когда стало понятно, что оба находившиеся под огнём Ландэ корабля потеряли управление и тонут, а Джонс предпочтёт утонуть, но не сдастся, англичане сами капитулировали, чтобы спасти жизнь британских пленников на борту «Простака Ричарда», и «Серапис», который удалось спасти от затопления, стал трофеем Джонса.
Суда же конвоя успели укрыться в ближайших портах.

## После боя

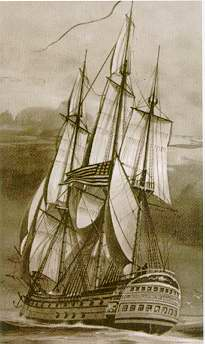
USS Bonhomme Richard (1765)

«Боном Ришар» получил множество повреждений, и в 11 утра 25 сентября, несмотря на борьбу команды за живучесть корабля, он ушёл под воду.
Эскадра Джонса после этого боя укрылась в голландских водах, прибыв 3 октября на остров Тексел.
Нидерланды официально поддерживали нейтралитет, но английский посол, сэр Джозеф Йорк, настаивал на признании Джонса пиратом — с соответствующим к тому отношением.
Голландцы не желали принимать участие в назревавшем дипломатическом конфликте, и стали вынуждать американцев покинуть их территорию — формально портовые власти могли требовать подтверждения национальной принадлежности корабля от официальных представителей государства его флага, но в то время Соединённые Провинции ещё не поддерживали дипломатических отношений с Соединёнными Штатами.
В результате Джонс был вынужден передать «Серапис» в дар французской короне, за что был даже удостоен аудиенции Людовика XVI.
Капитан Ландэ был обвинён в трусости, о чём Джон Пол Джонс информировал письмом Бенджамина Франклина. Сам же Ландэ, после этих обвинений со стороны Коттинье, вызвал последнего на дуэль и убил.
Капитан Пирсон по возвращении в Англию был встречен с почётом: хоть он и был пленён, но он смог в бою потопить вражеский флагман и, самое главное, не допустил захвата кораблей конвоя.
Кроме того, Пирсона поддержали владельцы торговых компаний, чьи суда входили в подвергшийся нападению конвой.
Пирсон даже получил рыцарство, а в 1782 году Королевский военно-морской флот принял новый корабль 4-го ранга «Серапис».
В честь же Джона Пол Джонсона и его победы над «Сераписом» Конгресс США выпустил золотую медаль.

## Интересные факты

Флаг «Serapis», или «John Paul Jones»

- Флаг, под которым Джонс привёл «Серапис» в Голландию, чтобы не быть признанным пиратом, создавался по письменному описанию, и в результате имел вид, отличающийся от принятого Конгрессом США. Тем не менее, это был один из первых флагов США, увиденных в Европе.